# Stobi
Stobi (makedonska: Стоби) är en fornlämning i Nordmakedonien. Den ligger i kommunen Gradsko, i den centrala delen av landet.
Vid utgrävningsplatsen hittades rester av badanläggningar, teatrar och av ringmuren. En påfågel som visas på sedeln för 10 makedoniska denar (från 1996) är en mosaik som hittades i Stobi. Samhället hade sin blomstringstid under den romerska eran och det förstördes under en jordbävning året 518. I basilikan för biskopen finns gamla fresker kvar. Flera föremål som hittades i Stobi flyttades under den jugoslaviska tiden till Belgrad. Vid fornlämningen finns ett museum.